# Лаугу
Лаугу — село в повіті Сааремаа, волость Сааремаа .
До адміністративної реформи естонських муніципалітетів у 2017 році село належало до лейсійської волості .
У селі є заповідна зона поблизу La Forte : Laugu Astang